# Біатлон на зимових Олімпійських іграх 2006

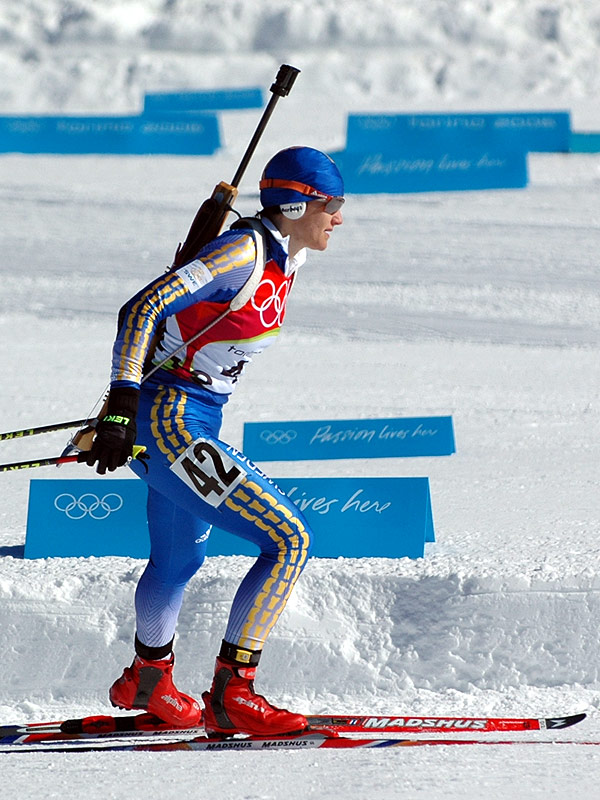
Олімпійська чемпіонка Турину — Анна-Карін Улофсон

Біатлонні змагання в рамках XX зимових Олімпійських ігор відбувалися на стадіоні Чезана Сан-Сікаріо в місті Чезана з 11 по 25 лютого 2006 року. Спортсмени розіграли 10 комплектів нагород (по п'ять у чоловіків і жінок).
За підсумками змагань представникам лише семи країн вдалося здобути нагороди. Одразу шість спортсменів виграли по три медалі: Міхаель Грайс, Альбіна Ахатова, Каті Вільгельм, Мартіна Глагов, Свен Фішер та Уле-Ейнер Б'єрндален.

## Кваліфікація
Дані списки демонструють 28 чоловічих та 27 жіночих збірних, що кваліфікувалися на змагання біатлоністів:
| Рейтинг | Чоловіки  | Жінки      |    | Рейтинг         | Чоловіки             | Жінки |
| ------- | --------- | ---------- | -- | --------------- | -------------------- | ----- |
| 1       | Норвегія  | Росія      | 15 | Естонія         | Японія               |       |
| 2       | Німеччина | Німеччина  | 16 | Словенія        | Румунія              |       |
| 3       | Росія     | Норвегія   | 17 | США             | Фінляндія            |       |
| 4       | Франція   | Франція    | 18 | Словаччина      | Канада               |       |
| 5       | Австрія   | Китай      | 19 | Канада          | Молдова              |       |
| 6       | Білорусь  | Білорусь   | 20 | Японія          | Латвія               |       |
| 7       | Швеція    | Словенія   | 21 | Велика Британія | Швеція               |       |
| 8       | Україна   | Чехія      | 22 | Китай           | Казахстан            |       |
| 9       | Чехія     | Болгарія   | 23 | Казахстан       | Литва                |       |
| 10      | Польща    | Італія     | 24 | Болгарія        | Естонія              |       |
| 11      | Італія    | Словаччина | 25 | Литва           | Велика Британія      |       |
| 12      | Швейцарія | Україна    | 26 | Австралія       | Боснія і Гарцеговина |       |
| 13      | Латвія    | Польща     | 27 | Румунія         | Австралія            |       |
| 14      | Фінляндія | США        | 28 | Угорщина        |                      |       |

## Медальний залік
| Місце | Країна    | Золото | Срібло | Бронза | Всього |
| 1     | Німеччина | 5      | 4      | 2      | 11     |
| 2     | Росія     | 2      | 1      | 2      | 5      |
| 3     | Франція   | 2      | 0      | 2      | 4      |
| 4     | Швеція    | 1      | 1      | 0      | 2      |
| 5     | Норвегія  | 0      | 3      | 3      | 6      |
| 6     | Польща    | 0      | 1      | 0      | 1      |
| 7     | Україна   | 0      | 0      | 1      | 1      |

### Змагання чоловіків
| Дисципліна                  | Золото                                            | Золото    | Срібло                                                     | Срібло    | Бронза                                                  | Бронза    |
| --------------------------- | ------------------------------------------------- | --------- | ---------------------------------------------------------- | --------- | ------------------------------------------------------- | --------- |
| Індивідуальна гонка Деталі  | Міхаель Грайс                                     | 54:23.0   | Уле-Ейнер Б'єрндален                                       | 54:39.0   | Галвар Ганеволл                                         | 55:31.9   |
| Спринт Деталі               | Свен Фішер                                        | 26:11.6   | Галвар Ганеволл                                            | 26:19.8   | Фроде Андресен                                          | 26:31.3   |
| Гонка переслідування Деталі | Венсан Дефран                                     | 35:20.2   | Уле-Ейнер Б'єрндален                                       | 35:22.9   | Свен Фішер                                              | 35:35.8   |
| Мас-старт Деталі            | Міхаель Грайс                                     | 47:20.0   | Томаш Сікора                                               | 47:26.3   | Уле-Ейнер Б'єрндален                                    | 47:32.9   |
| Естафета Деталі             | Свен Фішер Міхаель Грайс Рікко Гросс Міхаель Рьош | 1:21:51.5 | Іван Черезов Сергій Чепіков Павло Ростовцев Микола Круглов | 1:22:12.4 | Жульєн Робер Венсан Дефран Ферреол Каннар Рафаель Пуаре | 1:22:35.1 |

### Змагання жінок
| Дисципліна                  | Золото                                                          | Золото    | Срібло                                                    | Срібло    | Бронза                                                           | Бронза    |
| --------------------------- | --------------------------------------------------------------- | --------- | --------------------------------------------------------- | --------- | ---------------------------------------------------------------- | --------- |
| Індивідуальна гонка Деталі  | Світлана Ішмуратова                                             | 49:24.1   | Мартіна Глагов                                            | 50:34.9   | Альбіна Ахатова                                                  | 50:55.0   |
| Спринт Деталі               | Флоранс Баверель-Робер                                          | 22:31.4   | Анна-Карін Улофсон                                        | 22:33.8   | Лілія Єфремова                                                   | 22:38.0   |
| Гонка переслідування Деталі | Каті Вільгельм                                                  | 36:43.6   | Мартіна Глагов                                            | 37:57.2   | Альбіна Ахатова                                                  | 38:05.0   |
| Мас-старт Деталі            | Анна-Карін Улофсон                                              | 40:36.5   | Каті Вільгельм                                            | 40:55.3   | Уші Дізл                                                         | 41:18.4   |
| Естафета Деталі             | Ганна Богалій Світлана Ішмуратова Ольга Зайцева Альбіна Ахатова | 1:16:12.5 | Мартіна Глагов Андреа Генкель Катрін Апель Каті Вільгельм | 1:17:03.2 | Дельфін Перетто Флоранс Баверель-Робер Сільві Бекар Сандрін Байї | 1:18:38.7 |